# Дами и господа
„Дами и господа“ (на италиански: Signore & Signori) е италианска комедия от 1966 година на режисьора Пиетро Джерми с участието на Вирна Лизи и Гастон Москин.

## Сюжет
Става въпрос за антологичен филм – секс комедия, която представя три сюжетни линии разположени в италианския град Тревизо. В първата история съпруг се преструва, че е импотентен и го използва като прикритие за своя нова афера. Във втората банков чиновник изоставя жена си заради любовницата си, но останалите съпрузи от града стават ревниви и се обединяват, и заговорничат срещу тях. В третата линия мъжете от града се опитват да съблазнят младо момиче, дошло от село, а баща ѝ впоследствие разкрива, че е непълнолетна и завежда иск в съда, който дискредитира съпрузите.

## В ролите
| Изпълнител        | Роля                |
| ----------------- | ------------------- |
| Вирна Лизи        | Милена              |
| Гастон Москин     | Освалдо Бизигато    |
| Нора Ричи         | Гилда Бизигато      |
| Алберто Лионело   | Тони Гаспарини      |
| Олга Вили         | Иполита Гаспарини   |
| Франко Фабрици    | Лино Бенедети       |
| Беба Лончар       | Ноеми Кастелан      |
| Джиджи Балиста    | Джачинто Кастелан   |
| Карло Банго       | Бепи Кристофолето   |
| Патриция Валтури  | Алда Кристофолето   |
| Вирджилио Гацоло  | Редактор на вестник |
| Куинто Пармеджани | Джовани Солиго      |
| Джия Сандри       | Бети Солиго         |
| Мойра Орфей       | Джорджа Каселато    |
| Вирджилио Скапин  | Дон Шиавон          |

## Награди и номинации
- 1966 – Награда „Златна палма“ на кинофестивала в Кан